# Tococa caudata
Tococa caudata är en tvåhjärtbladig växtart som beskrevs av Markgr.. Tococa caudata ingår i släktet Tococa och familjen Melastomataceae.
Artens utbredningsområde är Peru. Inga underarter finns listade i Catalogue of Life.